# Henri Weewauters
Henricus Léon Alphonsus „Henri“ Weewauters (* 8. November 1875 in Wilrijk; † 7. Juni 1962 in Edegem) war ein belgischer Segler.

## Erfolge
Henri Weewauters nahm an zwei Olympischen Spielen teil. Bei den Olympischen Spielen 1908 in London startete er in der 6-Meter-Klasse als Crewmitglied der Zut und sicherte sich neben den Brüdern Louis und Léon Huybrechts, der Skipper der Zut war, die Silbermedaille. Nach einem dritten Platz in der ersten Wettfahrt und einem vierten Platz in der zweiten Wettfahrt gelang der Zut ein Sieg in der letzten Wettfahrt, sodass sie die Regatta hinter der Dormy des britischen Skippers Gilbert Laws auf dem zweiten Rang abschloss. Seine zweite Olympiateilnahme 1920 in Antwerpen beendete Weewauters mit dem Gewinn der Bronzemedaille in der 8-Meter-Klasse nach der International Rule von 1919. Mit der Antwerpia V kam er in drei Wettfahrten stets hinter den beiden norwegischen Booten Sildra und Lyn auf dem dritten und damit auch letzten Platz ins Ziel. Skipper der Antwerpia V war Albert Grisar, zur Crew gehörten neben Weewauters noch Willy de l’Arbre, Georges Hellebuyck und Léopold Standaert.